# Jasiny
Jasiny – część wsi Komarowo w Polsce, położonej w województwie zachodniopomorskim, w powiecie goleniowskim, w gminie Goleniów.
Osada założona w 2 poł. XVIII w., znajdował się tu cmentarz ewangelicki.
Obecnie znajduje się tutaj kilka domów mieszkalnych oraz firmy drobiarskie i szklarnie. Okolice to tereny leśne oraz pastwiska. Nieopodal wsi znajdują się kopce i doły, gdzie w czasach niemieckich prawdopodobnie wydobywano żwir. Jasiny leżą niedaleko drogi prowadzącej z Goleniowa do Lubczyny.
Do 1945 r. poprzednią niemiecką nazwą osady była Krachtshof. W 1948 r. ustalono urzędowo polską nazwę osady Jasiny.